# دنیبه
دنیبه (به عربی: دنیبة) یک روستا در سوریه است که در ناحیه مرکزی سلمیه واقع شده‌است. دنیبه ۲٬۲۰۸ نفر جمعیت دارد.